# Натюрморт с яблоками
«Натюрморт с яблоками» — картина французского художника Поля Сезанна из собрания Государственного Эрмитажа.
На картине изображены красные яблоки в тарелке, слева рядом на столе лежит ещё два зелёных яблока и лимон, и за левый край картины уходит небольшая металлическая ёмкость.
Визуальный акцент картины сосредоточен на четырёх красных яблоках в тарелке, которые задают общее колористическое настроение картины, однако, как и во многих других натюрмортах Сезанна, он смещён несколько вправо. Зелёные яблоки и лимон в целом уравновешивают композицию и задают основной ритмический строй.
Первоначальный формат картины был изменён самим Сезанном: после завершения она была обрезана снизу и ещё небольшая часть живописи ушла на нижнюю кромку и на загиб холста — там видно ребро верхней доски стола, на которой была установлена вся композиция.
Главный научный сотрудник Отдела западноевропейского изобразительного искусства Государственного Эрмитажа, доктор искусствоведения А. Г. Костеневич, описывая картину, отмечал:

Наряду с яблоками и лимоном … заявлен ещё один предмет, нигде более не встречающийся: похожий на консервную банку маленький металлический сосуд, по-видимому, стопка с увядающим листом в ней. Смысловая причина появления этого сосуда не вполне ясна, если только не прибегать к фрейдистским толкованиям. Формальные резоны — гораздо яснее. Наряду со сферическими объектами вводится ещё одна первоформа, цилиндр, и ещё один цвет, серый стальной, оттеняющий чистые тона яблок и лимона.

Эмиль Бернар в своих воспоминаниях приводит слова Сезанна, которые идеально подходят к «Натюрморту с яблоками»: «В природе всё лепится на основе шара, конуса и цилиндра, и прежде всего художник должен учиться на этих простых фигурах, а уж потом он может делать всё, что захочет».
Точная дата создания картины неизвестна; в каталоге-резоне, составленным Л. Вентури указан 1883—1886 год, Д. Ревалд считал, что картина написана около 1890 года, в Эрмитаже придерживаются последней датировки. Картина была выставлена в галерее Амбруаза Воллара, где 24 декабря 1895 года её приобрёл Гюстав Жеффруа. Годом ранее сам Жеффруа писал:

Наконец, эти знаменитые яблоки, которые художник так любил писать и так хорошо писал. …фрукты так прекрасны и так наивны; зелёные, красные, жёлтые яблоки лежат на тарелках маленькими кучками на 2 су или наполняют доверху корзины; эти яблоки крепки, круглы, у них яркие гармоничные краски природы. Они чисты, полезны, полны деревенской простоты, от них исходит крепкий аромат.

После смерти Жеффруа в 1926 году картина была продана швейцарскому коллекционеру Альфреду Даберу, от которого она впоследствии попала в Германию, где выставлялась в нескольких галереях. В конце концов картина оказалась в галерее Хуго Перлса в Берлине где её выкупил известный немецкий коллекционер Отто Кребс из Хольцдорфа. Во время Второй мировой войны картина была захвачена советскими войсками и отправлена в СССР в счёт репараций; долгое время хранилась в запасниках Государственного Эрмитажа и была показана публике лишь в 1995 году на Эрмитажной выставке трофейного искусства; с 2001 года числится в постоянной экспозиции Эрмитажа и с конца 2014 года выставляется в Галерее памяти Сергея Щукина и братьев Морозовых в здании Главного Штаба (зал 410).
В творчестве Сезанна есть насколько «яблочных» натюрмортов, близких по композиции и уровню исполнения; впервые подобную работу он осуществил в 1879—1880 годах.